# Успенская церковь (Уфа)
Успенская церковь (церковь Успения Божией Матери) – православный храм в Уфе. В настоящее время не сохранившийся. Находилась по улице Успенская, 73, ныне улица Коммунистическая.
По архитектуре и по внутреннему убранству этот храм, наряду с Ильинской церковью, был одним из лучших в Уфе.

## История
Церковь была освящена в 1798 году. Находилась на кладбище.
В 1824 году После закрытия кладбища церковь стала приходской.
Каменный храм был заложен в 1840 году, построен в 1849 году.
В 1862-64 выстроены 2 придела: во имя св. Архангела Михаила и св. Великомученика Георгия.
Закрыта в 1931 году. Снесена.